# Sören Marotz
Sören Marotz (* 1973 in Berlin-Pankow) ist ein deutscher Historiker, Geograph und Kurator. Seit 2016 ist er Ausstellungsleiter am DDR-Museum Berlin.

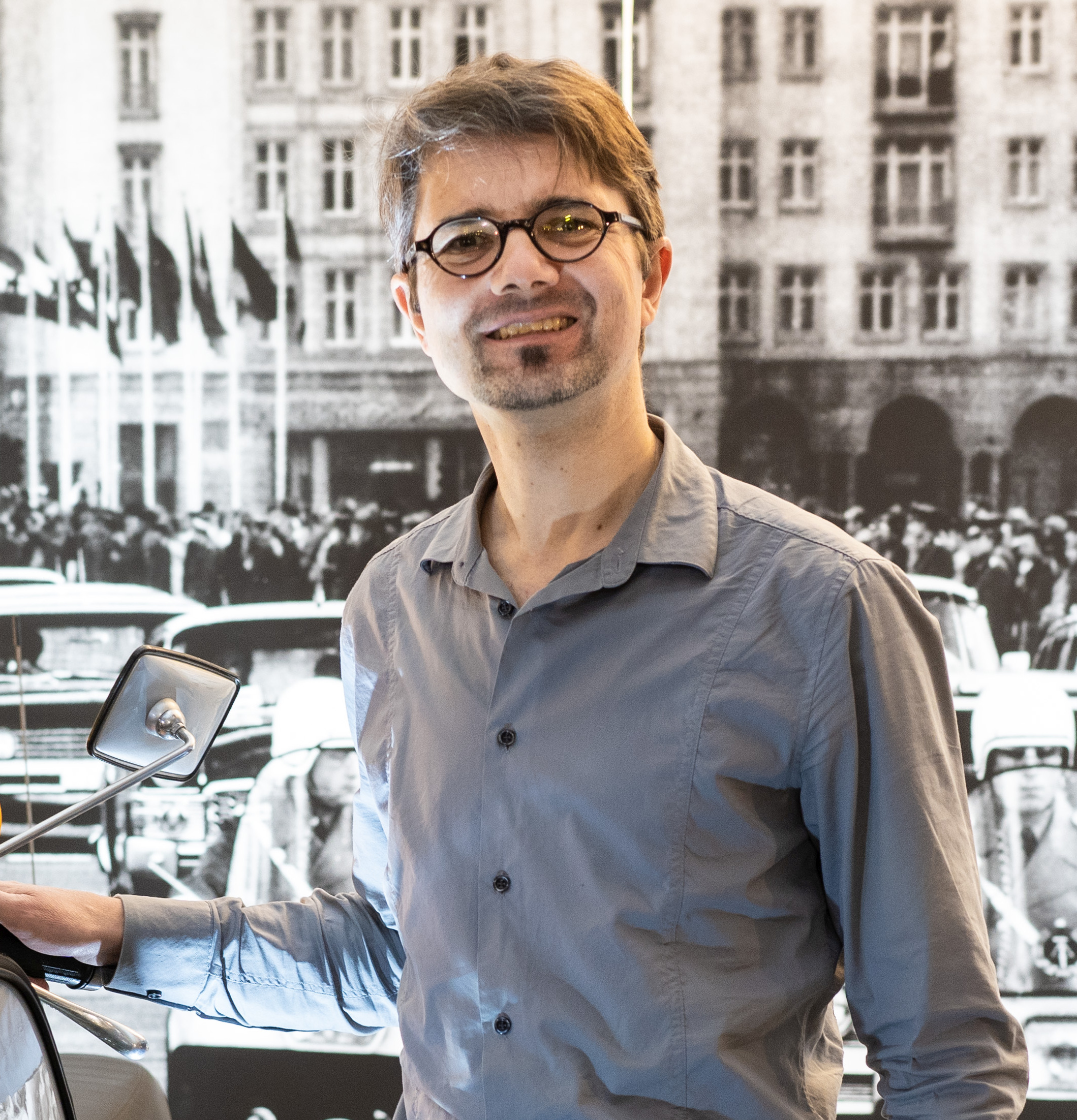
Sören Marotz (2022)

## Leben
Nach einer Lehre als Elektromechaniker mit Abitur beim VEB Bergmann-Borsig in Berlin-Wilhelmsruh studierte Marotz Wissenschafts- und Technikgeschichte, Geographie sowie Neuere und Neueste Geschichte an der TU Berlin sowie an der Humboldt-Universität zu Berlin.
Von 2000 bis 2004 war er wissenschaftlicher Volontär, anschließend wissenschaftlicher Mitarbeiter am Deutschen Technikmuseum Berlin, von 2004 bis 2005 Projekt-Mitarbeiter am Zeitgeschichtliches Forum Leipzig – Stiftung Haus der Geschichte der Bundesrepublik Deutschland. Von 2005 bis 2010 arbeitete Marotz als wissenschaftlicher Mitarbeiter am nexus Institut für Kooperationsmanagement und interdisziplinäre Forschung u.a für das Jugendprogramm „Zeitensprünge“, den Ideenwettbewerb „Visionen für Regionen“ sowie „Ideen säen - Zukunft ernten“ und das Forschungsprojekt „Wahrnehmung und Bewertung der Deutschen Einheit“. Seit 2013 ist er als Historiker Abteilungsleiter am DDR-Museum in Berlin, dort seit 2016 gesamtverantwortlich für die Ausstellung.
Er beschäftigt sich mit der Kuratierung von Ausstellungen und Veranstaltungen im weiten Spektrum der Zeitgeschichte, speziell zur DDR-Geschichte. Marotz schreibt weiterhin zu den Themen Industriekultur, Regionalgeschichte Brandenburgs sowie zur Entwicklung Ostdeutschlands seit 1990. Er ist aktives Mitglied im Museumsverband Brandenburg.

## Lehraufträge
- 2013, 2015 Lehrauftrag „Überholen ohne einzuholen?: Produktions- und Produktgeschichte der DDR“, TU-Berlin im Studiengang Kultur und Technik
- 2012, 2013 Lehrauftrag (mit Exkursion) „Industriekultur - Strukturwandel im Mitteldeutschen Industrierevier“, TU-Berlin im Studiengang Kultur und Technik
- 2009–2014 Lehrauftrag „Elektrotechnik am Beispiel historischer Objekte“ im Studiengang Restaurierung (techn. Kulturgut), Hochschule für Technik und Wirtschaft (HTW)
- 2003 Lehrauftrag für Technikgeschichte an der Fachhochschule für Technik und Wirtschaft (FHTW) Berlin im Fachbereich Gestaltung.

## Ausstellungen
- 2022 Ein Land und seine Helden – 25 Geschichten aus der DDR (Sonderausstellung am DDR-Museum)
- 2020 Palast der Republik (Sonderausstellung am DDR-Museum)
- 2019 Letztes Jahr DDR – Aufbruch ins Ungewisse (Sonderausstellung am DDR-Museum)
- 2019 Mein Trabi – 26 Zweitaktgeschichten (Sonderausstellung am DDR-Museum)
- 2018 Jahrgang ’89 – Die Kinder der Wende (Sonderausstellung am DDR-Museum)
- 2018 Liebe, Sex & Sozialismus (Sonderausstellung am DDR-Museum)
- 2018 Friedensstaat DDR – Anspruch und Wirklichkeit (Sonderausstellung am DDR-Museum)
- 2017 Aufbruch nach Utopia – Zukunftsvisionen aus der DDR (Sonderausstellung am DDR-Museum)
- 2017 „Unsre Heimat“ – Ein Lied in 49 Objekten (Sonderausstellung am DDR-Museum)
- 2017 Der Aufstand der Wörter – Ein Wortspiel zur Sprache der Wende (Sonderausstellung am DDR-Museum)
- 2012–2013 Ausstellung „Nichts blieb wie es war – Leben an der Panke“ (mit Sonderheft ...)
- 2012 Stakeholder-Ausstellung „Energieeffizientes Adlershof“ im Rahmen des BMWi-Projektes „High Tech – Low Ex: Energieeffizienz Berlin Adlershof 2020“ (Eröffnung Juni 2012)
- 2006–2009 Co-Kurator der Ausstellung „Energie aus Wilhelmsruh - Geschichte eines Berliner Industriestandortes“ (Ausstellung des Museumsverbundes Pankow)
- 2007–2008 Co-Kurator der Ausstellung „neuStart – mobil ohne Öl“
- 2006–2007 Kurator der Ausstellung „Energieland Lausitz“; Internationale Bauausstellung Fürst-Pückler-Land[5]
- 2005 Kurator der Ausstellung „E-Gitarren aus dem Vogtland“ (Anlässlich des Tanz&Folk Festes in Rudolstadt)[6]
- 2004–2005 Ausstellung „Rock! Jugend und Musik in Deutschland“ (Mitarbeit Konzepterarbeitung und Recherche am Zeitgeschichtlichen Forum Leipzig)
- 2001–2003: Co-Kurator der Ausstellung “STROMgitarren” (Gemeinschaftsproduktion des Landesmuseum für Technik und Arbeit Mannheim und des Deutschen Technikmuseums Berlin zur Kulturgeschichte der E-Gitarre)
- 2000–2001: Kurator des Ausstellungsmoduls “Soweit das Auge reicht – Optische Telegraphie in Preußen” innerhalb der Sonderausstellung “Sand im Getriebe? – Stationen preußischer Technikpolitik”

## Publikationen (Auswahl)
- Marotz, Sören/ Sieber, Elke und Stefan Wolle: DDR Führer. Das Buch zur Dauerausstellung. Berlin 2017.
- Marotz, Sören: Vom Kohlestrom zum Besucherstrom – Industriekultur-Exkursionen ins Mitteldeutsche Industrierevier: in: Kulturstiftung Hohenmölsen (Hrsg.): Brauchst Du Kohle? 11. Sommerakademie 2014. Hohenmölsen 2015.
- Marotz, Sören: „Nichts blieb wie es war – Leben an der Panke“, Sonderheft Reihe der Mitteilungsblätter des Freundeskreises der Chronik Pankow e.V.). Berlin 2013.
- Marotz, Sören: Dessau. in: Ellenberg, Ludwig (Hrsg.): Berlin – Zürich. Exkursion 2011 mit dem Fahrrad durch Mitteleuropa. (Arbeitsberichte des Geographischen Instituts, Heft 168). Berlin 2012.
- Marotz, Sören: Alles ausgekohlt, was nun? – Braunkohlebergbau und regionale Identität in der Lausitz. in: Stadler, Gerhard A. und Ute Streitt (Hrsg.): Industriekultur und regionale Identität. (Studien zur Kulturgeschichte in Oberösterreich, Folge 28). Linz 2011.
- Nölting, Benjamin/ Schröder, Carolin und Sören Marotz: Von „blühenden Landschaften“, dem „Jammertal Ost“ und „Neuland“. Der Einigungsprozess im Spiegel von Bildern und ihrer Diskurse. in: Kollmorgen, Raj; Koch, Frank Thomas und Hans-Liudger Dienel (Hrsg.): Diskurse der deutschen Einheit: Kritik und Alternativen. Wiesbaden 2011.
- Marotz, Sören: Ostdeutschland. Fotografische Randnotizen. in: Kollmorgen, Raj; Koch, Frank Thomas und Hans-Liudger Dienel (Hrsg.): Diskurse der deutschen Einheit. Kritik und Alternativen. Wiesbaden 2011
- Dienel, Hans-Liudger und Sören Marotz: Ausstellungen als Akzeptanzgeneratoren: Konzeption und Wirkung der Ausstellung „Energieland Lausitz“. in: Keppler, Dorothee; Walk, Heike; Töpfer, Eric und Hans-Liudger Dienel (Hrsg.): Erneuerbare Energien ausbauen! Erfahrungen und Perspektiven regionaler Akteure in Ost und West. (Reihe Blickwechsel Band 7). München 2009.
- Dienel, Hans-Liudger/ Christiane Dienel/ Sören Marotz/ Benjamin Albrecht/ Dorothee Keppler (2006): Lokales Engagement als Haltefaktor? Evaluation der Wirkungen des Jugendprogramms „Zeitensprünge“. Berlin 2006.
- Marotz, Sören: „Alles zum Wohle des yeah, yeah; yeah“. E-Gitarren und Rockmusik in der „Zone“; E-Gitarren aus dem Vogtland. Fotonachlese einer Ausstellung; E-Gitarre: Magie im Spiel. Das Instrument des Tanz- & Folkfestes Rudolstadt 2005. in: Triangel, Nr. 10/2005 (10. Jg.), S. 16–31.